# Église de la Résurrection (Rostov-sur-le-Don)
Pour les articles homonymes, voir Église de la Résurrection.
L’église de la Résurrection (en arménien : Սբ Հարություն եկեղեցի, en russe : Церковь Святого Воскресения ou Церковь Сурб Арутюн) est une église arménienne de Rostov-sur-le-Don (oblast de Rostov) construite de 2005 à 2011.

## Histoire
Depuis 1778 une importante communauté arménienne est installée sur les rives du Don dans la ville de Nakhitchevan-sur-le-Don (devenue en 1928 un quartier de Rostov-sur-le-Don). Durant la période communistes la cathédrale arménienne Saint-Grégoire l’Illuminateur et six autres églises arméniennes de la ville sont détruites.
En 2010 on compte 41 550 Arméniens à Rostov-sur-le-Don. Pour subvenir aux besoins des croyant une nouvelle église de la Résurrection est construite de 2005 à 2011 à l’emplacement de l’ancienne cathédrale Saint-Grégoire l’Illuminateur. L’église de la Résurrection est de style traditionnel arménien et haute de près de 40 m. Son entrée est flanquée de deux khatchkars.
Le 28 mai 2011 l’église est inaugurée par le catholicos Garéguine II,.